# Colorino
Il Colorino è un vitigno a bacca nera originario della Toscana. È coltivato anche in altre regioni d'Italia (Marche, Umbria).
Il nome "Colorino" deriva dalla sua caratteristica principale: la ricchezza di antociani nella buccia, e non nel succo che è incolore, che conferisce ai vini un colore rosso rubino intenso, con riflessi violacei. In passato è stato confuso con altro vitigno, Abrusco, in quanto anche questo appartenente ai "vitigni da colore".

## Scheda ampelografica
Il ministero delle Politiche agricole ha fornito la scheda ampelografica.